# Bathyxiphus
Bathyxiphus is een monotypisch geslacht van sponsdieren uit de klasse van de Hexactinellida.

## Soort
- Bathyxiphus subtilis Schulze, 1899